# Колодан, Дмитрий Геннадьевич
Дми́трий Генна́дьевич Колода́н (род. 20 ноября 1979 года) — российский писатель-фантаст. Лауреат премий «Звёздный мост», «РосКон», «Странник», «Портал», «Дебют» (2012) и поощрительной премии Европейского общества научной фантастики молодому автору (2009).

## Биография
Дмитрий Колодан родился 20 ноября 1979 года в Ленинграде. Окончил биологический факультет Российского государственного педагогического университета имени А. И. Герцена. Работал дизайнером в рекламном издании. У Колодана вышло около 20 книг с описаниями компьютерных игр, было опубликовано несколько юмористических пьес в журналах.
В фантастике дебютировал в 2005 году в журнале «Если» с рассказом «Покупатель камней». Рассказы Колодана публиковались в журналах.
В 2006 году Колодан победил в конкурсе «Роскон-Грелка». Дебютный роман «Другая сторона» получил премии «Звёздный мост» (2008), «РосКон» (2009), «Странник» (2009), «Серебряная стрела» (2009).
В 2009 году получил поощрительную премию Европейского общества научной фантастики молодому автору (ESFS Encouragement Award). На премию писателя выдвинула делегация России.
С 2011 года — участник литературного проекта «Этногенез».
В 2012 году за повесть и цикл рассказов «Время Бармаглота» Дмитрий Колодан получил премию «Дебют» в номинации «Фантастика».

### Романы
- 2008 — Другая сторона
- 2011 — Пангея. Земля гигантов[4]
- 2012 — Зеркала. Маскарад[5]
- 2012 — Пангея-2. Подземелья карликов
- 2021 — Дом ночи
- 2022 — Мёртвый лес

### Повести
- 2008 — Сбой системы
- 2010 — Время Бармаглота
- 2010 — Звери в цвете

### Рассказы
- 2005 — Покупатель камней
- 2005 — Тяжесть рыб
- 2006 — Последняя песня Земли
- 2007 — Круги на воде
- 2007 — Отрицательные крабы
- 2007 — Скрепки
- 2008 — Вся королевская конница
- 2009 — Зуб за зуб
- 2011 — Под мостом
- 2011 — Хорошие воспоминания

## Премии
- «Рваная грелка» («Рваная грелка в гостях у Роскона-2006», рассказ «Последняя песня Земли»)
- «РосКон», 2007 («Повесть, рассказ». 3-е место («Бронзовый РосКон»), рассказ «Затмение»,в соавторстве с Кариной Шаинян)
- «Сигма-Ф», 2008 («Малая форма, рассказы и циклы рассказов», рассказ «Скрепки»)
- «Звёздный мост», 2008 («Лучшая дебютная книга». 2-е место («Серебряный Кадуцей»), роман «Другая сторона»)
- «Мраморный фавн», 2008 (роман «Другая сторона»)
- «Странник», 2009 («Лучший сюжет», роман «Другая сторона»)
- «Серебряная стрела», 2009 («Лучший женский образ», роман «Другая сторона»)
- «Еврокон / EuroCon (ESFS Awards)», 2009 («Лучший дебют» (Россия))
- «РосКон», 2009 («Роман». 1-е место («Золотой РосКон»), «Другая сторона»)
- «РосКон», 2010 («Повесть, рассказ». 1-е место («Золотой РосКон»), рассказ «Жемчуг по крови» в соавторстве с Кариной Шаинян)
- «Дни фантастики» в Киеве, 2010 (повесть «Время Бармаглота»)
- Книга года по версии «Фантлаба» / FantLab’s book of the year award, 2010 («Лучшая повесть / рассказ отечественного автора», «Время Бармаглота»)
- «РосКон», 2011 («Повесть, рассказ». 1-е место («Золотой РосКон»), повесть «Время Бармаглота»)
- «Портал», 2011 («Средняя форма, повесть», «Время Бармаглота»)
- Независимая литературная премия «Дебют», 2012 // Фантастика
- «Портал», 2012 («Малая форма», рассказ «Под мостом»)